# Oreopanax stenophyllus
Oreopanax stenophyllus är en araliaväxtart som beskrevs av Hermann Harms. Oreopanax stenophyllus ingår i släktet Oreopanax och familjen Araliaceae. Inga underarter finns listade.